# Sphodrus
Sphodrus là một chi bọ cánh cứng thuộc họ Carabidae đặc hữu của miền Cổ bắc (bao gồm châu Âu), Cận Đông, Bắc Phi và miền Đông phương.

## Hình ảnh

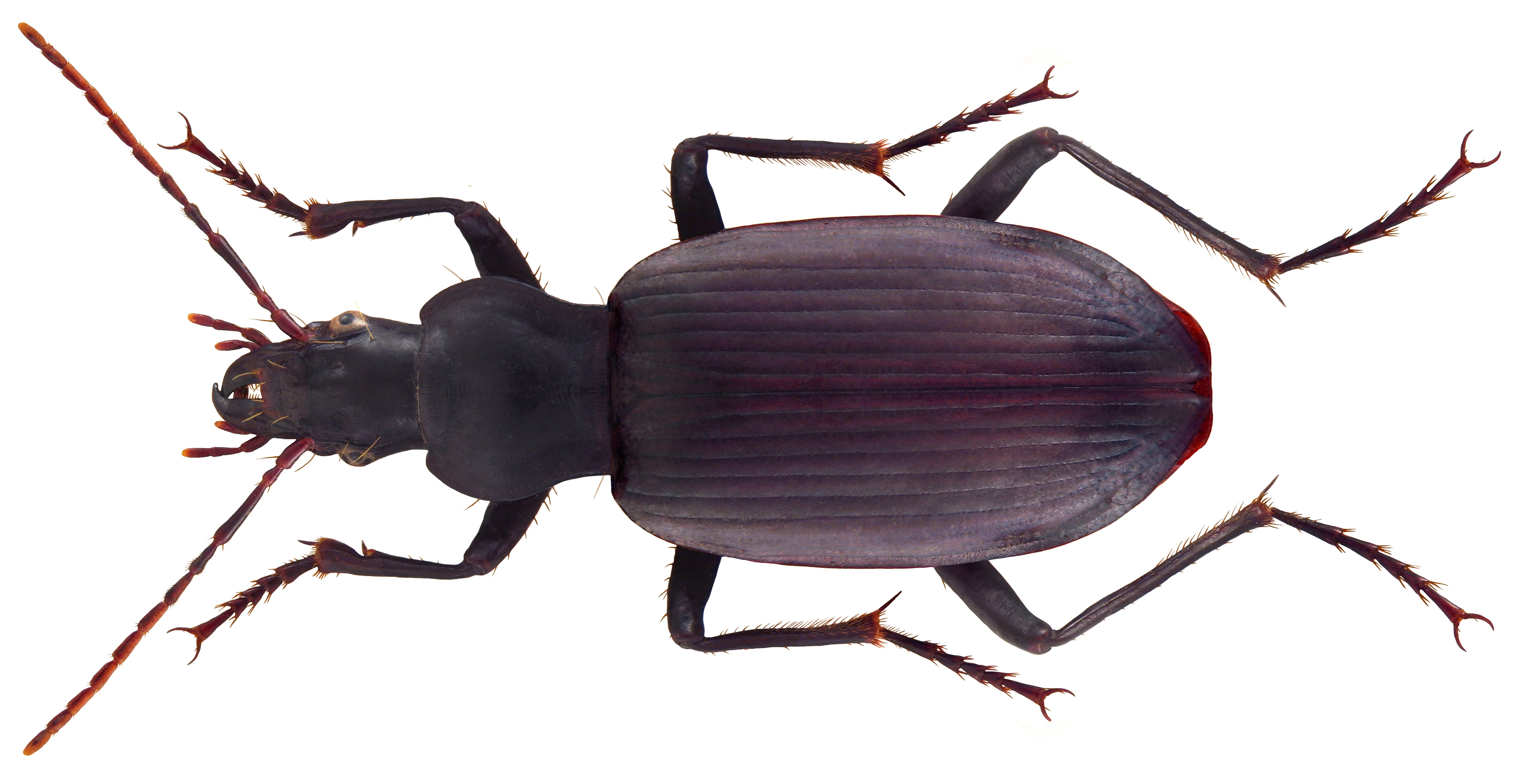